# امیلی هولمز
امیلی هولمز (انگلیسی: Emily Holmes؛ زادهٔ ۱ مارس ۱۹۷۷) بازیگر اهل کانادا است. وی از سال ۲۰۰۰ میلادی تاکنون مشغول فعالیت بوده‌است.
از فیلم‌ها یا برنامه‌های تلویزیونی که وی در آن نقش داشته‌است، می‌توان به گشت شبانه، مرد حصیری، دستمزد، مارها در هواپیما، مرثیه، دارکوب زبله، کلبه، فرشته تاریکی، داستان‌های باورنکردنی، منطقه مرده، ۷ خوش شانس، دروازه ستارگان اس‌جی-۱، واژه ال، اسمالویل، فرینج، زن بیونیک، جادو فراتر از کلمات، دایره راز، آلکاتراز، سوپرنچرال، باغ‌وحش و ساکن برج بلند اشاره کرد.